# Max Howard
Pour les articles homonymes, voir Howard.
Max Howard est un producteur et acteur britannique basé à Los Angeles.

## Filmographie

### Producteur
- 1990 : Le Prince et le Pauvre
- 1992 : Off His Rockers
- 1995 : Mickey perd la tête
- 1996 : Space Jam
- 1998 : Excalibur, l'épée magique
- 2002 : Spirit, l'étalon des plaines
- 2008 : Igor
- 2013 : Saving Santa
- 2014 : The Hero of Color City
- 2014 : A Matter of Tim
- 2014 : WimbleToad
- 2015 : Bunyan and Babe
- 2015 : Cow on the Run

### Acteur
- 1964 : La Rolls-Royce jaune : le garçon dans la maison seigneuriale
- 1965 : Ces merveilleux fous volants dans leurs drôles de machines : le garçon dans la foule
- 1965 : Les Héros de Télémark : le garçon sur le Ferry
- 1965 : Sergeant Cork : Billy (1 épisode)
- 1967 : Chaque soir à neuf heures : l'écolier
- 1967 : Pas de larmes pour Joy : le garçon dans la rue
- 2008 : Igor : un fan du Killiseum

### Animateur
- 1988 : Qui veut la peau de Roger Rabbit